# Vincenzo Carbone (politico)
Vincenzo Carbone (Palma Campania, 3 giugno 1965) è un politico italiano.

## Biografia
Sindaco di Palma Campania per due mandati dal 2008 al 2018 e consigliere della città metropolitana di Napoli dal 2016 al 2021.
Nel 2018 aderisce a Forza Italia.

### Elezione a senatore
Alle elezioni politiche del 2018 viene candidato al Senato della Repubblica, tra le liste di Forza Italia nel collegio plurinominale Campania - 03, venendo eletto senatore. Con l'inizio della XVIII legislatura diviene segretario dell'ufficio di presidenza del Senato.
Nel dicembre 2019 è tra i 64 firmatari (di cui 41 di Forza Italia) per il referendum confermativo sul taglio dei parlamentari: pochi mesi prima i senatori berlusconiani avevano disertato l'aula in occasione della votazione sulla riforma costituzionale.
Il 1º luglio 2020 annuncia il suo passaggio ad Italia Viva di Matteo Renzi, lamentando della linea eccessivamente “schiacciata sulla destra sovranista” di Forza Italia.
Il 4 agosto 2020, a seguito di un ricorso, il seggio occupato da Carbone è stato assegnato a Claudio Lotito, pertanto la giunta delle elezioni del Senato ha deliberato la contestazione al seggio occupato da Carbone.
Dal 2020 è vicepresidente dell'11ª Commissione Lavoro pubblico e privato, previdenza sociale.
Il 6 agosto 2022 annuncia il proprio rientro in Forza Italia, pur rimanendo nel gruppo parlamentare di Italia Viva.